# Rhodophyceae
Rhodophycées
Classe
Les Rhodophyceae (ou Rhodophycées) sont une classe de Rhodophyta, c'est-à-dire d'« algues rouges ».
Ce taxon fut décrit par Thuret en 1855. La description fut réformée par Gottlob Ludwig Rabenhorst (1806-1881) en 1863. Sina M. Adl et al. ont proposé une autre réforme en 2005. Ce taxon n'existe plus dans la classification proposée par Yoon et al., 2006, et est remplacé par les Rhodophytina.

## Liste des ordres
Selon ITIS (15 décembre 2006) : 
- sous-classe des Bangiophycidae
  - ordre des Bangiales
  - ordre des Goniotrichales
  - ordre des Porphyridiales
- sous-classe des Florideophycidae
  - ordre des Ceramiales
  - ordre des Compsopogonales
  - ordre des Corallinales
  - ordre des Cryptonemiales
  - ordre des Gigartinales
  - ordre des Nemaliales
  - ordre des Rhodymeniales

Selon ITIS (15 juin 2012) (sous le nom Rhodophytina) :
- classe des Bangiophyceae
- classe des Compsopogonophyceae
- classe des Florideophyceae
- classe des Porphyridiophyceae
- classe des Rhodellophyceae
- classe des Stylonematophyceae

Selon NCBI (15 juin 2012) (sous le nom Rhodophyta) :
- non-classé Rhodophyta
  - classe des Bangiophyceae
  - classe des Compsopogonophyceae
  - classe des Florideophyceae
  - classe des Rhodellophyceae
  - classe des Stylonematophyceae

Selon Paleobiology Database (15 juin 2012) :
- Aoujgaliaceae
- Archaeolithophyllales
- Calcifoliida
- Corallinales
- Cryptonemiales
- Florideae
- genre Foliophycus
- Gymnocodiaceae